# 식물성 밀크
식물성 밀크(植物性milk)는 동물의 젖이 아닌 식물성 재료로 만든 유제품 대체재이다.

## 종류
| 이름       | 사진 | 재료   |
| ---------- | ---- | ------ |
| 귀리밀크   |      | 귀리   |
| 두유       |      | 콩     |
| 땅콩밀크   |      | 땅콩   |
| 미유       |      | 쌀     |
| 삼씨밀크   |      | 삼씨   |
| 아몬드밀크 |      | 아몬드 |
| 완두밀크   |      | 완두   |
| 코코넛밀크 |      | 코코넛 |

## 같이 보기
- 더우즈
- 오르차타
- 식물성 치즈
- 식물성 크림